# Parafia Nawiedzenia Najświętszej Maryi Panny i św. Józefa w Woli Rzeczyckiej
Parafia Nawiedzenia Najświętszej Maryi Panny i świętego Józefa w Woli Rzeczyckiej – parafia rzymskokatolicka znajdująca się w diecezji sandomierskiej w dekanacie Pysznica. 

## Historia
Parafia w Woli Rzeczyckiej, została erygowana w 1924 roku. W dniu 26 maja 1928 r. ks. biskup Karol Józef Fischer, sufragan przemyski, konsekrował kościół i nadał nowo powstałej Parafii w Woli Rzeczyckiej tytuł; Nawiedzenia św. Elżbiety. Od tego momentu datuje się oficjalnie funkcjonowanie parafii. Pierwotnie w 1914, planowano nadać jej tytuł Królowej Korony Polskiej, jako wotum ekspiacyjne za znieważenie przez świętokradcę w październiku 1909 r. obrazu Matki Boskiej na Jasnej Górze w Częstochowie.
Papież Jan Paweł II, bullą Totus Tuus Poloniae Populus z dnia 25 marca 1992 r. dokonał reorganizacji polskich diecezji. W wyniku tej zmiany, tutejszej parafii nadano nowy tytuł  p/w Nawiedzenia Najświętszej Marii Panny i św. Józefa. Parafia została odłączona od diecezji przemyskiej i wcielona do nowo utworzonej diecezji sandomierskiej.

## Kościół parafialny
Kościół został zbudowany w latach 1912–1914, w miejscu zwanym przez miejscowych Jasną Górką. Zniszczony podczas I wojny światowej, odbudowany w latach 1919–1924. Konsekrowany 26 maja 1928 roku przez bp. Karola Józefa Fischera. Ma jednonawową bryłę. Autorem projektu był architekt Kazimierz Świerczyński, inżynier Departamentu Technicznego c.k. Namiestnictwa we Lwowie.

## Proboszczowie
- ks. Tadeusz Sebastiański (1923–1944)
- ks. Jan Geneja (1944–1945)
- ks. Jan Pyrcak (1945–1947)
- ks. Stanisław Stawarski (1947–1948)
- ks. Jan Czekajski vel Czekański (1948–1958)
- ks. Jan Poręba (1958–1970)
- ks. Władysław Woroniak (1970–1986)
- ks. Jan Butryn (1986–1993)
- ks. Marcin Hejman (od 1993)[5]

## Zasięg parafii
Do parafii należą wierni z następujących miejscowości: Wola Rzeczycka, Dąbrowa Rzeczycka, Rzeczyca Okrągła i Kępa Rzeczycka.

## Tradycje
W parafii kultywowany jest zwyczaj „Turków” wywodzący się z czasów wyprawy króla Jana III Sobieskiego na Wiedeń. Po zwycięstwie, wracając z jeńcami tureckimi, miał część jeńców osiedlić na peryferiach Woli Rzeczyckiej. Do tej pory ta część wsi nosi nazwę Turki.
Turki, jako straż przy Grobie Pańskim w parafii Wola Rzeczycka, istnieją od 1924 r. Według legendy, do czasu utworzenia parafii, pełnili straż w Radomyślu n/ Sanem, gdzie powstała pierwsza straż grobowa nazwana Turkami.
Co roku w czasie Świąt Wielkanocnych, mieszkańcy Woli Rzeczyckiej i okolicznych wiosek przebierają się za Turków i zaciągają warty w kościele, a ich stroje tureckiego wojska, z czasem zaczęły odbiegać od pierwowzorów, robiąc się coraz bardziej fantazyjne. Obecnie zrobiło się z tego barwne widowisko.